# É (templo)

Forma neoasiria del signo É.

É (o E2) es la palabra o símbolo sumerio para casa o templo, escrito ideográficamente con el signo cuneiforme 𒂍 (Borger nº 324, codificado por Unicode con punto de código Unicode U+1208D).
El término sumerio É.GAL ("palacio", literalmente "casa grande") designa al edificio principal de una ciudad. É.LUGAL ("casa del rey") se utilizaba como sinónimo. En los textos de Lagash, el É.GAL también era el centro de administración de los ensi en las ciudades y el lugar donde se conservaban los archivos de la ciudad.
El sumerio É.GAL "palacio" es la probable etimología de las palabras semíticas para "palacio, templo", como el hebreo היכל heikhal, y el árabe هيكل haykal. También se ha especulado con la posibilidad que la palabra É se originase a partir de *hai or *ˀai, especialmente desde que el signo cuneiforme È se utilizase para /a/ en lengua eblaíta.
El término temen que aparece con frecuencia después de É en los nombres de los zigurats es traducido como "estacas de fundación", al parecer el primer paso en el proceso de construcción de una casa; compárese, por ejemplo, los versos 551-561 de la construcción del E-ninnu:
Extendió líneas de la forma más perfecta, estableció (?) un santuario en la uzga sagrada. En la casa, Enki trajo las estacas de fundación, mientras que Nance, hija de Eridu, se hizo cargo de los mensajes oraculares. La madre de Lagac, sagrada Jatumdug, dio a luz a sus ladrillos en medio de gritos (?), y Bau, la señora, hija primogénita de An, los roció con esencia de aceite y cedro. En y los sacerdotes del lagar fueron a la casa para mantenerla. Los dioses Anuna quedaron llenos de admiración.
Temen ha sido en ocasiones comparado con el griego temenos "recinto sagrado", pero puesto que éste tiene una bien establecida etimología indoeuropea (véase templo), la comparación es errónea o, en el mejor de los casos, describe un caso de etimología popular o convergencia.

## Algunos templos
- E-kur, "templo de la montaña", dedicado a Enlil en Nippur.
- E-ninnu era el templo principal de la ciudad sumeria de Ngirsu o Girsu, consagrado a su dios "nacional" Ningirsu.
- E-sag-il, "templo que eleva su cabeza", es el templo de Marduk en Babilonia según el Enuma Elish, la casa de todos los dioses bajo el patronazgo de Marduk.
- E-sara, "casa del Universo" dedicado a Inanna en Uruk por Ur-Nammu.
- E-Temen-an-ki, "templo de las estacas de fundación del cielo y la tierra". Aquí, el temen se refiere a un axis mundi que conecta la tierra con el cielo (reforzando así la conexión con la Torre de Babel). Sin embargo, el término vuelve a aparecer en varios nombres de otros templos, en referencia a su estabilidad física, más que (o además de), a un mitológico eje del mundo. Se puede comparar también con la noción egipcia (también de "estabilidad") del Dyed.